# Хайнрих XXIII (Шварцбург)
Хайнрих XXIII фон Шварцбург (на немски: Heinrich XXIII von Schwarzburg-Blankenburg; † сл. 10 октомври 1410) е граф на Шварцбург-Бланкенбург.
Той е син на граф Гюнтер XXX фон Шварцбург (1352 – 1416) и съпругата му Анна фон Лойхтенберг (1354 – 1423), дъщеря на ландграф Йохан I фон Лойхтенберг (1334 – 1407) и Мацела (Метце) фон Розенберг († 1380).
Брат е на Гюнтер XXXIII (1382 – 1445), архиепископ на Магдебург (1403 – 1445), Хайнрих XXIV (1388 – 1444), граф на Шварцбург-Зондерсхаузен, Гюнтер XXXV (1388 – 1444), свещеник, дякон във Вюрцбург, и на Анна († 1431), омъжена 1407 г. за Фридрих IV (1384 – 1440), маркграф на Майсен и ландграф на Тюрингия.

## Фамилия
Хайнрих XXIII фон Шварцбург се жени за Елизабет фон Орламюнде-Лауенщайн († сл. 15 юни 1449), дъщеря на граф Ото VII (VIII/X) фон Орламюнде-Лауенщайн († 1404/1405) и Луитгард фон Гера († 1399/1415). Тя е внучка на граф Фридрих II фон Орламюнде-Лауенщайн († 1368) и София фон Шварцбург-Бланкенбург († 1392). Бракът е бездетен.